# Rinodina olivaceobrunnea
Rinodina olivaceobrunnea är en lavart som beskrevs av C. W. Dodge & G. E. Baker. Rinodina olivaceobrunnea ingår i släktet Rinodina och familjen Physciaceae.  Arten är reproducerande i Sverige. Inga underarter finns listade i Catalogue of Life.